# جون مورين سكوت
جون مورين سكوت (بالإنجليزية: John Morin Scott)‏ هو محامي وعسكري وسياسي أمريكي، ولد في 1730 في نيويورك في الولايات المتحدة، وتوفي بنفس المكان في 14 سبتمبر 1784. انتخب عضو مجلس ولاية نيويورك.